# Ondřej Herzán (písničkář)
Ondřej Vlk Herzán (* 11. září 1983 Třebíč), známý také pod přezdívkou Ondera, je český písničkář, cestovatel, spisovatel a zážitkový pedagog, vystudovaný geograf. Politicky se angažuje pro hnutí STAN.

## Životopis
V letech 1995 až 2003 studoval na třebíčském gymnáziu. Poté v letech 2003 až 2009 vystudoval obor Fyzická geografie na Přírodovědecké fakultě MU Brno. Magisterský titul získal za diplomovou práci Biogeografické hodnocení přírodního parku Třebíčsko. Pokračoval nějakou dobu ještě doktorským studiem, kterého zanechal po složení rigorózní zkoušky.
Pracoval v brněnském zábavním parku VIDA!, kde se věnoval koordinaci promo akcí a performancím science show. Kromě toho vystřídal řadu dalších zaměstnání (odborný pracovník na Geografickém ústavu, lektor v ekologickém centru Lipka, průvodce v rámci TIC Brno aj.). Od roku 2021 pracuje pro hlavní kancelář hnutí STAN.

## Umělecká tvorba
V roce 2009 debutoval svým CD Zakletá planina, na které o sedm let později navázal CD s názvem Nad Karanfily. V roce 2015 se zúčastnil finále mezinárodního kola soutěže Porta v Ústí nad Labem.
V roce 2018 vydal vlastním nákladem svou knižní prvotinu, cestopis Bez kvaltu k Baltu, shrnující jeho cesty třemi kontinenty i pěší pouť z Třebíče k Baltskému moři. O tři roky později na ni navázal knihou Z Brna za sklenkou portského, která pojednává o jeho 3600 km dlouhé pěší pouti z Brna do portugalského Porta, z většiny sledující svatojakubskou stezku. Tuto knihu vydalo nakladatelství Lirego.
Od roku 2006 uspořádal na 400 autorských koncertů a cestovatelských přednášek po celé republice. Příležitostně také moderuje akce nebo hraje na vernisážích. Přispíval také do časopisu Jihomoravské Ekolisty.

## Volnočasové aktivity
Coby nadšený chodec a běžec v roce 2013 založil Třebíčský půlmaraton. V letech 2013 až 2016 uváděl v Brně pravidelný písničkářský cyklus Open Mic Na Prahu, inspirovaný pražským písničkářem Janem Řepkou.
Angažoval se také jako skautský vedoucí a lektor zážitkové pedagogiky v rámci občanského sdružení Halahoj.

## Rodina
Je potomkem třebíčského rodu stavitelů a architektů. Jeho otcem je český architekt Lubor Herzán, jedním z prapředků byl stavitel Dominik Herzán.
V květnu 2023 se oženil a začal používat také příjmení po manželce Vlk.